# Macrocentrus maculistigmus
Macrocentrus maculistigmus är en stekelart som beskrevs av He och Lou 1992. Macrocentrus maculistigmus ingår i släktet Macrocentrus och familjen bracksteklar. Inga underarter finns listade i Catalogue of Life.